# Rangvid-udvalget
Rangvid-udvalget var et ekspertudvalg, der blev nedsat den 20. januar 2012 som en kommission af daværende erhvervsminister Ole Sohn. Rangvidudvalget fik til opgave at analysere årsagerne til finanskrisen og vurdere effekten af de politiske tiltag, der blev taget til afbødning af finanskrisen. Den 18. september 2013 offentliggjorde udvalget en rapport under navnet "Den Finansielle Krise i Danmark - årsager, konsekvenser og læring" også kendt som "Rangvid-rapporten".

## Baggrund
Udvalget om finanskrisens årsager blev nedsat på baggrund af finanskrisen, der kostede 62 danske pengeinstitutter livet og nedbragte Danmarks bruttonationalprodukt betragteligt. Regeringen ville derfor have forståelse for årsagerne til finanskrisen og nedsatte kommissionen kendt som Rangvid-udvalget.
Kommissionen fik anført fem hovedopgaver
1. Internationale faktorer som årsag til krisen i den danske finanssektor 
”Udvalget skal identificere og beskrive de væsentligste internationale faktorer, som medvirkede til krisen og at den danske finanssektor blev inddraget i den internationale finansielle krise. Udvalget skal i den forbindelse belyse karakteristika og forhold ved den danske finansielle sektor, som havde betydning for, hvordan den internationale krise slog igennem i Danmark.”
2. Nationale forhold som medvirkede til finanskrisen
”Udvalget skal undersøge, hvilke særlige danske forhold som kan have medvirket til krisen i den danske finanssektor, herunder bl.a. udviklingen på ejendomsmarkedet, rammebetingelserne for kreditinstitutterne samt institutternes forretningsmodeller. Desuden skal det belyses, om aflønningsstrukturen i finansielle virksomheder kan have medvirket til for høj risikotagning.”
3. Liberalisering af den finansielle sektor
 ”Udvalget skal herudover se på, om liberaliseringen af internationale kapitalbevægelser og af den finansielle sektor siden 1970’erne og dannelsen af finansielle supermarkeder omfattende en række finansielle ydelser, der tidligere blev varetaget af selvstændige ikke-forbundne finansielle institutter, har haft af betydning for krisen.”
4. Rådgivning af kunder
”Udvalget skal se på, om kreditinstitutternes rådgivning har bidraget unødigt til at sprede finanskrisens konsekvenser til private og erhvervsvirksomheder, herunder om der er en fornuftig incitamentsstruktur i forbindelse med rådgivning, og om rådgivernes kvalifikationer er tilstrækkelige.”
5. Vurdering af iværksatte opstramninger mv.
”Udvalget skal beskrive de initiativer, der er iværksat for at forebygge en lignende krise i fremtiden og dermed undgå en gentagelse af krisen, og vurdere, om initiativerne er tilstrækkelige og afbalancerede.”

## Udvalget
I udvalget sad bl.a. 
- professor Jesper Rangvid (formand)
- professor Anders Grosen
- professor Finn Østrup
- professor Peter Møgelvang-Hansen
- nationalbankdirektør Hugo Frey Jensen
- forhenværende bankdirektør Peter Schütze
- tidligere nationalbankdirektør Jens Thomsen
- vicedirektør i Finanstilsynet Julie Galbo
- Finansdirektør Christian Ølgaard
- Kontorchef Niels Kleis Frederiksen
- Fuldmægtig Birger Buchhave Poulsen
- en række medarbejdere i ministerierne

## Eksterne links
- DR Nyheder om udvalget
- Link til Rangvid-udvalgets rapport

| Økonomi | Spire Denne artikel om økonomi er en spire som bør udbygges. Du er velkommen til at hjælpe Wikipedia ved at udvide den. |